# Frankie Corio
Francesca „Frankie“ Corio (* 7. Juli 2010) ist eine schottische Kinderdarstellerin.

## Leben
Frankie Corio wurde 2010 als Francesca Corio geboren. Sie stammt aus der schottischen Stadt Livingston.
In dem Filmdrama Aftersun von Charlotte Wells, das im Mai 2022 bei den Filmfestspielen in Cannes seine Premiere feierte, spielte sie in ihrer ersten Filmrolle überhaupt die Tochter von Paul Mescal, die gemeinsam mit ihrem Vater eine Woche in einem preisgünstigen Ferienresort an der türkischen Riviera verbringt. Die Dreharbeiten für den Film fanden während der Sommerferien statt. Vor ihrem Casting für Aftersun hatte Corio nie geschauspielert.

## Filmografie
- 2022: Aftersun
- 2024: Bagman

## Auszeichnungen
British Independent Film Award
- 2022: Nominierung als Beste Hauptdarstellerin (Aftersun, gemeinsam mit Paul Mescal)
- 2022: Nominierung als Beste Nachwuchsdarstellerin (Aftersun)[5]

Chicago Film Critics Association Award
- 2022: Nominierung als Most Promising Performer (Aftersun)[6]

Festival Premiers Plans d’Angers
- 2023: Auszeichnung als Beste Schauspielerin mit dem Mademoiselle Ladubay Award (Aftersun)[7]

Gotham Award
- 2022: Nominierung als Beste Nachwuchsdarstellerin (Aftersun)[8]

Independent Spirit Award
- 2023: Nominierung als Beste Nachwuchsdarstellerin (Aftersun)[9]

London Critics’ Circle Film Award
- 2023: Auszeichnung als Beste britische Nachwuchsdarstellerin (Aftersun)[10]

Phoenix Film Critics Society Award
- 2022: Auszeichnung als Beste Jungdarstellerin (Aftersun)[11]